# Caratê nos Jogos Europeus de 2015 - Mais de 84 kg masculino
A competição masculina mais de 84 kg do caratê nos Jogos Europeus de 2015 foi realizada no Baku Crystal Hall em 14 de junho de 2015.

## Calendário
Horário de verão do Azerbaijão (UTC+5).
| Data        | Horário | Fase                |
| ----------- | ------- | ------------------- |
| 14 de junho | 11:00   | Fase qualificatória |
| 14 de junho | 16:00   | Semifinal           |
| 14 de junho | 18:00   | Final               |

## Medalhistas
| Ouro   | TUR Enes Erkan         |
| Prata  | GER Jonathan Horne     |
| Bronze | MKD Martin Nestorovski |

## Resultados

### Fase qualificatória

#### Grupo A
| Atleta               | J | V | E | D | Pontos | Pontos | Pontos |
| Atleta               | J | V | E | D | GP     | GC     | Dif    |
| -------------------- | - | - | - | - | ------ | ------ | ------ |
| GER Jonathan Horne   | 3 | 3 | 0 | 0 | 12     | 0      | +12    |
| SRB Slobodan Bitević | 3 | 2 | 0 | 1 | 3      | 4      | -1     |
| NED Moreno Sheppard  | 3 | 1 | 0 | 2 | 4      | 4      | 0      |
| POR Felipe Reis      | 3 | 0 | 0 | 3 | 1      | 12     | -11    |

|                      | Placar |                     |
| -------------------- | ------ | ------------------- |
| SRB Slobodan Bitević | 2–1    | POR Felipe Reis     |
| GER Jonathan Horne   | 3–0    | NED Moreno Sheppard |
| SRB Slobodan Bitević | 1–0    | NED Moreno Sheppard |
| GER Jonathan Horne   | 6–9    | POR Felipe Reis     |
| POR Felipe Reis      | 0–4    | NED Moreno Sheppard |
| SRB Slobodan Bitević | 0–3    | GER Jonathan Horne  |

#### Grupo B
| Atleta                       | J | V | E | D | Pontos | Pontos | Pontos |
| Atleta                       | J | V | E | D | GP     | GC     | Dif    |
| ---------------------------- | - | - | - | - | ------ | ------ | ------ |
| TUR Enes Erkan               | 3 | 3 | 0 | 0 | 21     | 1      | +20    |
| MKD Martin Nestorovski       | 3 | 1 | 1 | 1 | 5      | 6      | -1     |
| GRE Spyridon Margaritopoulos | 3 | 1 | 1 | 1 | 2      | 8      | -6     |
| AZE Shahin Atamov            | 3 | 0 | 0 | 3 | 4      | 17     | -7     |

|                        | Placar |                              |
| ---------------------- | ------ | ---------------------------- |
| TUR Enes Erkan         | 10–0   | AZE Shahin Atamov            |
| MKD Martin Nestorovski | 0–0    | GRE Spyridon Margaritopoulos |
| TUR Enes Erkan         | 8–0    | GRE Spyridon Margaritopoulos |
| MKD Martin Nestorovski | 5–2    | AZE Shahin Atamov            |
| AZE Shahin Atamov      | 0–2    | GRE Spyridon Margaritopoulos |
| TUR Enes Erkan         | 3–0    | MKD Martin Nestorovski       |

### Finais
|  | Semifinais             | Semifinais     |   |                        | Final                | Final |  |
|  |                        |                |   |                        |                      |       |  |
|  |                        |                |   |                        |                      |       |  |
|  | GER Jonathan Horne     | 5              |   |                        |                      |       |  |
|  | MKD Martin Nestorovski | 0              |   |                        |                      |       |  |
|  |                        |                |   |                        |                      |       |  |
|  |                        |                |   |                        |                      |       |  |
|  |                        |                |   |                        | GER Jonathan Horne   | 1     |  |
|  |                        | TUR Enes Erkan | 2 |                        |                      |       |  |
|  |                        |                |   |                        |                      |       |  |
|  |                        |                |   |                        |                      |       |  |
|  |                        |                |   |                        | Disputa pelo bronze  |       |  |
|  |                        |                |   |                        |                      |       |  |
|  | SRB Slobodan Bitević   | 1              |   | MKD Martin Nestorovski | 8                    |       |  |
|  | TUR Enes Erkan         | 2              |   |                        | SRB Slobodan Bitević | 0     |  |